# Ingrid Langer
Ingrid Langer, auch Ingrid Langer-El Sayed, (* 13. November 1935; † 8. Januar 2012 in Frankfurt am Main) war eine deutsche Politikwissenschaftlerin.

## Leben
Langer schloss ein breit angelegtes Studium der Politikwissenschaft, Soziologie, Philosophie, Chemie und Biologie 1968 mit einer Promotion bei Eugen Kogon ab. Langer war von 1974 bis 2001 Professorin am Institut für Politikwissenschaften der Philipps-Universität Marburg, von 1993 bis 1997 war sie Vizepräsidentin der Universität. Langer hatte ihre wissenschaftlichen Schwerpunkte in der Parlamentarismusforschung, der Familien- und Sozialpolitik und der Medienforschung. Sie war eine Wegbereiterin der Frauenforschung, engagierte sich in der Gleichstellungspolitik und war langjährige Vorsitzende des „Ständigen Ausschusses für Fragen der Frauenförderung“ der Deutschen Vereinigung für Politische Wissenschaft (DVPW). 2001–2004 war sie Vorsitzende von Pro Familia.
Ingrid Langer verstarb am 8. Januar 2012 im Alter von 76 Jahren.

## Schriften (Auswahl)
- Frau und Illustrierte im Kapitalismus. Pahl-Rugenstein, Köln 1971.
- Familienpolitik: ein Beitrag zur Entdämonisierung. Fischer-Taschenbuch-Verlag, Frankfurt am Main 1980.
- Zwölf vergessene Frauen – Die weiblichen Abgeordneten im Parlament des Volksstaates Hessen, ihre politische Arbeit, ihr Alltag, ihr Leben. Dipa-Verlag, Frankfurt am Main 1989, ISBN 978-3-7638-0451-1.
- als Hrsg. mit Ulrike Ley und Susanne Sander: Alibi-Frauen? Hessische Politikerinnen. 3 Bände. Ulrike Helmer Verlag, Frankfurt am Main 1994–1996.